# Hpa-an
Hpa-an (Birmaans: ဘားအံမြို့, ook bekend als Pa-an) is een stad in Myanmar en is de hoofdplaats van Kayin.
Hpa-an telde bij de volkstelling van 1983 41.500 inwoners.

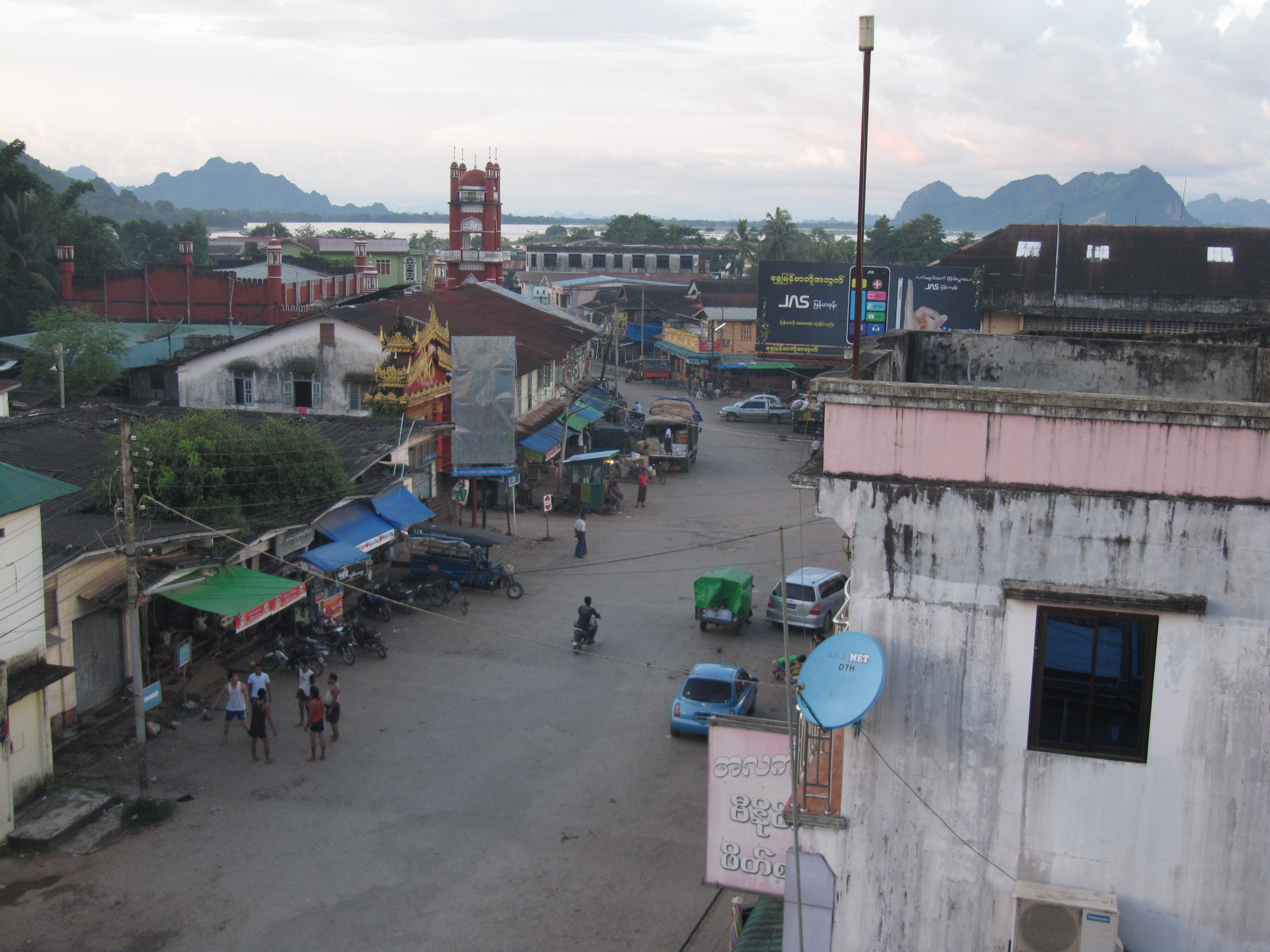